# Hiến pháp nước Cộng hòa Nhân dân Trung Hoa
Hiến pháp nước Cộng hòa Nhân dân Trung Hoa là bộ luật cơ bản cấp cao nhất của Cộng hòa Nhân dân Trung Hoa, được quy định có tính quy phạm tối cao.Hiến pháp của Cộng hòa Nhân dân được phát triển theo thời gian, hiến pháp hiện hành được ban hành năm 1982 của Khóa 5 Đại hội Đại biểu Nhân dân Toàn quốc, và qua 4 lần sửa đổi các năm 1988, 1993, 1999 và 2004,2007, 2012, 2017, 2018.

## Các bản Hiến pháp
Cộng hòa Nhân dân Trung Hoa được thành lập,đêm trước khi triệu tập Hội nghị thứ nhất Hội nghị Toàn thể Chính trị Hiệp thương Nhân dân Trung Quốc đã thông qua "Cương lĩnh cộng đồng Hội nghị Chính trị Hiệp thương Nhân dân Trung Quốc" 29 tháng 9 năm 1949 ban bố, với vai trò là bản Hiến pháp tạm thời.Qua thời gian phát triển và chỉnh sửa, với bản Hiến pháp hiện hành là bản Hiến pháp được công bố năm 1982 và được chỉnh sửa lần cuối là năm 2004.

### Hiến pháp Ngũ Tứ
Là bản hiến pháp được ban hành vào ngày 20 tháng 9 năm 1954 tại kỳ họp thứ nhất Đại hội Đại biểu Nhân dân Toàn quốc khóa nhất, với 4 chương và 106 điều được gọi là Hiến pháp Ngũ Tứ.

### Hiến pháp Thất Ngũ
Là bản hiến pháp thứ 2 được công bố và ban hành ngày 17 tháng 1 năm 1975 tại Hội nghị thứ nhất Đại hội Đại biểu Nhân dân Toàn quốc khóa 4, với 30 điều. Do bản hiến pháp được ban hành trong thời gian Cách mạng văn hóa, nên vẫn mang âm hưởng tương đối mạnh trong cuộc Cách mạng văn hóa được gọi là Hiến pháp Thất Ngũ.

### Hiến pháp Thất Bát
Là bản hiến pháp thứ 3 được ban hành ngày 5 tháng 3 năm 1978 tại Hội nghị thứ nhất Đại hội Đại biểu Nhân dân Toàn quốc khóa 5,với tổng 4 chương 60 điều được gọi là Hiến pháp Thất Bát.

### Hiến pháp Bát Nhị
Là bản Hiến pháp hiện hành của Cộng hòa Nhân dân Trung Hoa được ban hành ngày 4 tháng 12 năm 1982 tại Hội nghị thứ 5 Đại hội Đại biểu Nhân dân Toàn quốc khóa 5. Hiến pháp được tu chính 4 lần 1988, 1993, 1999, 2004 được gọi là Hiến pháp Bát Nhị.

## Nội dung bản Hiến pháp
Hiến pháp hiện tại có 4 chương với 138 điều 